# Joseph Losey
Joseph Losey (14. ledna 1909 – 22. června 1984) byl americký divadelní a filmový režisér.
Pocházel z La Crosse ve Wisconsinu. Studoval na Dartmouth College a poté na Harvardově univerzitě, zpočátku medicínu, později drama. Počínaje rokem 1933 působil v New Yorku, postupně režíroval několik her na Broadwayi. Za druhé světové války působil v armádě, v letech 1946 až 1947 pracoval s Bertoltem Brechtem (žijícím v USA), s nímž se poprvé setkal již v roce 1935 při návštěvě Sovětského svazu, na hře Galileo, která měla premiéru 30. července 1947 v divadle Coronet v Los Angeles. Hru později uvedl i v New Yorku a v roce 1975 natočil filmovou adaptaci. Svůj první celovečerní film, Chlapec se zelenými vlasy, natočil v roce 1948. Později natočil desítky dalších, většinu až po svém odchodu do Evropy.
V roce 1946 vstoupil do Komunistické strany, kvůli čemuž se později ocitl na tzv. blacklistu a nemohl dále v rodné zemi pracovat.
Získal řadu ocenění, včetně Césara za film Pan Klein (1976) a Zlaté palmy za film Posel (1971). Byl čtyřikrát ženatý, jeho první manželkou byla oděvní návrhářka Elizabeth Hawes (1937–1944). Zemřel v Londýně ve věku 75 let. Jeho poslední film, Parní lázně, byl uveden až posmrtně v roce 1985.